# Септикопіємія
Септикопіємі́я — форма сепсису, яка характеризується утворенням на тлі септицемії вторинних метастатичних гнійних вогнищ у різних органах і тканинах. Поняття, яке є застарілим з точки зору сучасного трактування сепсису
При зараженні крові бактеріями, коли відбувається зрив імунних механізмів, розвивається тяжке захворювання — сепсис. Якщо загальна інтоксикація супроводжується утворенням гнійних вогнищ у різних тканинах та органах, то такий стан називають септикопіємією.

## Етіологія та патогенез
Головна роль у розвитку септикопіємії належить стафілококу і синьогнійній паличці.
При гематогенному поширенні збудників бактерійних ускладнень розвиваються гнійні запальні процеси в різних ділянках організму, топографічно не пов'язаних між собою: артрити, остеомієліт, пневмонія, пієлонефрит та інші.
Зазвичай гнійним процесом поражаються легені, печінка, нирки, підшкірна клітковина, спинний мозок, синовіальні оболонки, клапани серця.

## Клінічні ознаки
Висока температура зі значними коливаннями та остудою. Тяжкий загальний стан хворого, частий пульс малого наповнення, різко виражена загальна слабкість, іноді проливний піт, виснаження хворого. У крові високий лейкоцитоз зі значним зсувом білої формули вліво.

## Лікування
Основне гнійне вогнище (причина загальної інфекції) широко відкривається, обробляється антисептичними речовинами, дренується, тампонується. Абсолютний спокій та ретельний догляд за хворим. Всередину призначають сульфаніламідні препарати за схемою, широко застосовують антибіотики широкого спектра дії з урахуванням чутливості мікрофлори. Вводять велику кількість рідини (пиття, в/в та п/ш вливання, крапельні клізми). Концентрована, багата на вітаміни їжа, яка легко засвоюється (молоко, бульйони, яєчні жовтки і т. д.), вино (коньяк, портвейн, шампанське), свіжозаварений чай з великою кількістю цукру, лимон.
Для профілактики своєчасно та адекватно лікують різні гнійні процеси.